# هالوهیدرین

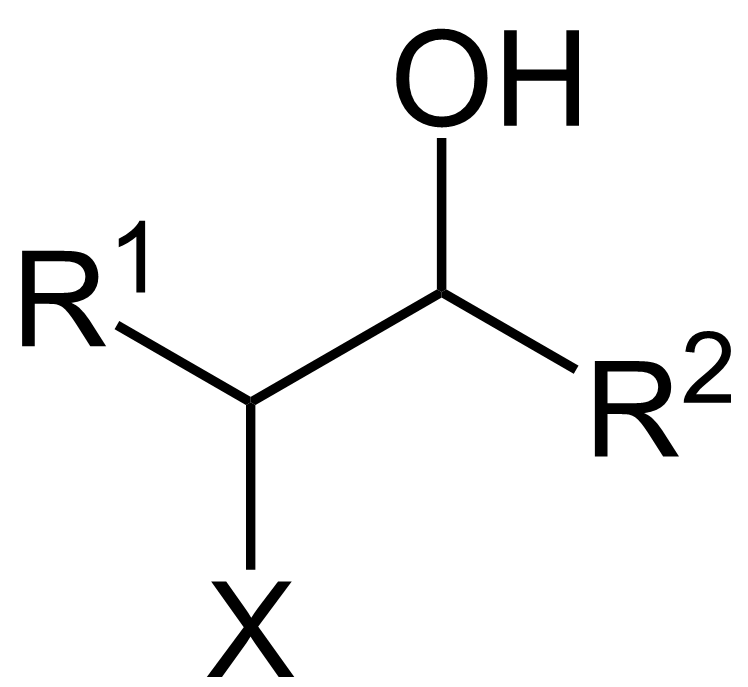
ساختار کلی هالوهیدرین که در آن X = ید، برم، فلوئور، یا کلر

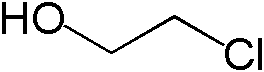
ساختار هالوهیدرین ۲-کلرواتانول

هالوهیدرین یا هالوالکل یا بتا-هالو الکل یک گروه عاملی است که در آن یک هالوژن و یک هیدروکسیل به اتم‌های کربن مجاور پیوند خورده‌اند که در غیر این صورت تنها حامل هیدروژن یا گروه‌های هیدروکربیل بود (مانند ۲-کلرواتانول و ۳-ام‌سی‌پی‌دی) این عبارت تنها برای موارد اشباع بکار می‌رود چنان‌که ترکیباتی مثل ۲-کلروفنول معمولاً به عنوان هالوهیدرین خوانده نمی‌شوند.
گاهی هالوهیدرین‌ها را به زیرگروه‌هایی مانند کلروهیدرین، برموهیدرین، فلوئوروهیدرین یا یدوهیدرین تقسیم می‌کنند.

## واکنش
در حضور یک باز، هالوهیدرین دچار واکنش جانشینی هسته‌دوستی دومولکولی می‌شود تا یک اپوکساید تشکیل شود. به صورت صنعتی این باز کلسیم هیدروکسید است درحالی که در آزمایشگاه معمولاً از پتاسیم هیدروکسید استفاده می‌شود.
این واکنش، واکنش برگشت (برعکس) واکنش تولید اپوکساید است و می‌توان آن را گونه‌ای از سنتز اتر ویلیامسون در نظر گرفت. بیشتر پروپیلن اکسید جهان از همین راه بدست می‌آید.

## خطر
معمولاً ترکیب‌های با مولکول‌های ساده‌تر و سبک‌تر از هالوهیدرین‌ها، سمی و سرطانزا هستند مانند (۲-کلرواتانول و ۳-ام‌سی‌پی‌دی). شماری از داروهای شیمیایی دارای هالوهیدرین اند مانند: دگزامتازون، تریامسینولون و کورتیکواستروئید.

## خطاها
مواردی مانند اپیکلروهیدرین و کلروهیدرین اسید برخلاف نامشان، هالوهیدرین نیستند.